# André Roslund
André Roslund, född 23 november 1970 i Luleå, är en svensk författare och dömd mördare som skriver självbiografiska true crime-romaner. 

## Biografi
År 1995 dömdes André Roslund till 12 års fängelse för ett mord begånget i Stockholm. Han frigavs i augusti 2002. Roslund har hela tiden nekat att han gjort sig skyldig till mord, vilket tas upp i hans första bok Älsklingsgrabben.
Roslunds medbrottsling erkände mordet i Aftonbladet då han ansökte om tidsbestämning för sitt straff år 2005 men trots det dömdes Roslund för mordet mot sitt nekande. 
Både 2007 och 2014 dömdes Roslund på nytt men denna gång var det bland annat för grovt skattebrott i två separata domar. Under april 2024 meddelade Svea hovrätt att han dömdes för grov penningtvätt i ett mål som öppnades 2021.